# ترمال‌ها
ترمال‌ها راسته‌ای از باکتری‌ها متعلق به شاخهٔ دینوکوکوس-ترموس هستند. آنها به ویژه مقاوم در برابر گرما هستند و در مناطق بنتیک خلیج مکزیک زندگی می‌کنند.